# Museo de libros miniatura (Bakú)
El Museo de libros miniatura de Azerbaiyán (Miniatür Kitab Muzeyi) es un museo único, que está situado en el centrо viejo de Bakú – “Icheri Sheher”, cerca de la Torre de la Doncella.
El museo fue abierto el 23 de abril de 2002, en el día internacional de los libros y derecho de autor.

## Exhibición

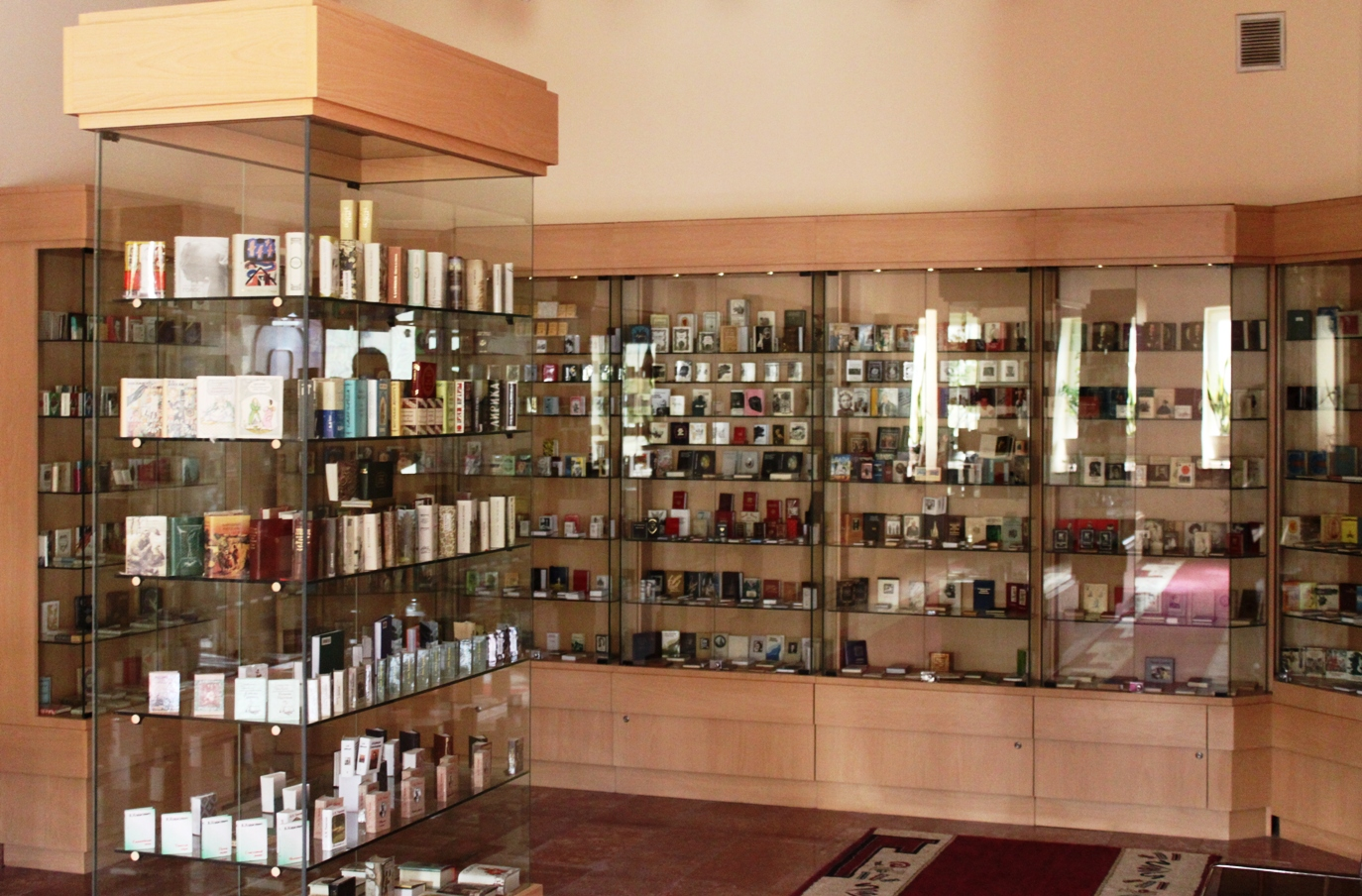
Exhibición

En el museo se exhiben más de 7500 libros miniaturas. En 2015 la exposición fue incluida en el Libro Guinness de los récords como el más grande en el mundo.
La fundadora del museo es hermana de pintor azerbaiyano soviético Tahir Salahov, Zarifa Salahova. Lleva alrededor de 30 años coleccionando libros y su colección personal cuenta con más de 6500 libros de 64 países del mundo.
Los libros son diversos: de épocas y autores diferentes, en varias lenguas, prosa, poesía, de obras literarias, etc. Entre ellos se puede encontrar los libros de los escritores y poetas azerbaiyanos, como Vagif, Nizami Ganyavi, Khurshudbanu Natavan, Nasimi, Fuzuli, Samed Vurgun, Mirza Fatali Akhundov u otros.
También en la exhibición tiene el lugar los libros miniaturas más raros, de Chukovski, Fyodor Dostoevski, Nikolai Gogol, Agniya Barto, etc. Solo 350 libros miniaturas son las obras de Alexander Pushkin.
Todos libros son más pequeños del mano. El tamaño de la mayoría de los libros es 1 centímetro. La pieza más valiosa del museo es el libro más pequeño del mundo, de 2x2 mm y solo 20 páginas con texto e ilustraciones. El libro solo puede ser leído mediante una lupa.

## Filiales
El museo tiene tres filiales:
- en Najichevan la filial del museo de los libros miniatura comenzó a funcionar el 18 de diciembre de 2014.[2]
- en Ganya, la ceremonia de apertura se celebró el 21 de mayo de 2016. La exhibición cuenta con 1018 libros, publicados en 29 países del mundo.[3]
- en Sheki, el mini museo Markhal fue abierto el 6 de noviembre de 2017.[4]